# Since I met you baby (Ivory Joe Hunter)
Since I met you baby is een lied van Ivory Joe Hunter. Hij bracht het in 1956 uit op een single met You can't stop this rocking and rolling op de B-kant. Hij werd hierbij begeleid door een orkest onder leiding van Ray Ellis. Een jaar later verscheen het ook op zijn tweede album met de titel Ivory Joe Hunter.
Het nummer werd verschillende malen gecoverd, waarbij het ook werd omgezet naar andere muziekstijlen zoals countrymuziek en reggae. Naast Hunter hadden nog eens zeven artiesten een hit met het nummer.

## Achtergrond
Aan het eind van de jaren veertig had Hunter de rhythm-and-blues al eens toegankelijk gemaakt voor een groter publiek. Vervolgens probeerde hij dit in de periode van 1954 tot 1957 nogmaals voor de rock-'n-roll die toen in de lift zat. Since I met you baby stamt uit die periode. Doordat hij verschillende stijlen wist te combineren naar een elegante samenstelling was een vernieuwer in die tijd.

## Covers

### Oscar Harris
Een cover die de Nederlandse en Vlaamse hitlijsten bereikte, kwam van de Surinaamse zanger Oscar Harris. Hij bracht het in 1976 uit op een single met I'm in love with you op de B-kant. Daarnaast verscheen het een jaar later op zijn album When friends say goodbye.

#### Hitnoteringen
| Since I met you baby in de Nederlandse Top 40 van 13-11-1976 t/m 8-1-1977 | Since I met you baby in de Nederlandse Top 40 van 13-11-1976 t/m 8-1-1977 | Since I met you baby in de Nederlandse Top 40 van 13-11-1976 t/m 8-1-1977 | Since I met you baby in de Nederlandse Top 40 van 13-11-1976 t/m 8-1-1977 | Since I met you baby in de Nederlandse Top 40 van 13-11-1976 t/m 8-1-1977 | Since I met you baby in de Nederlandse Top 40 van 13-11-1976 t/m 8-1-1977 | Since I met you baby in de Nederlandse Top 40 van 13-11-1976 t/m 8-1-1977 | Since I met you baby in de Nederlandse Top 40 van 13-11-1976 t/m 8-1-1977 | Since I met you baby in de Nederlandse Top 40 van 13-11-1976 t/m 8-1-1977 | Since I met you baby in de Nederlandse Top 40 van 13-11-1976 t/m 8-1-1977 | Since I met you baby in de Nederlandse Top 40 van 13-11-1976 t/m 8-1-1977 |
| Week                                                                      | 1                                                                         | 2                                                                         | 3                                                                         | 4                                                                         | 5                                                                         | 6                                                                         | 7                                                                         | 8                                                                         | 9                                                                         |                                                                           |
| ------------------------------------------------------------------------- | ------------------------------------------------------------------------- | ------------------------------------------------------------------------- | ------------------------------------------------------------------------- | ------------------------------------------------------------------------- | ------------------------------------------------------------------------- | ------------------------------------------------------------------------- | ------------------------------------------------------------------------- | ------------------------------------------------------------------------- | ------------------------------------------------------------------------- | ------------------------------------------------------------------------- |
| Positie                                                                   | 35                                                                        | 25                                                                        | 19                                                                        | 14                                                                        | 13                                                                        | 17                                                                        | 31                                                                        | 34                                                                        | 39                                                                        | uit                                                                       |

| Since I met you baby in de Nationale Hitparade van 6-11-1976 t/m 18-12-1976 | Since I met you baby in de Nationale Hitparade van 6-11-1976 t/m 18-12-1976 | Since I met you baby in de Nationale Hitparade van 6-11-1976 t/m 18-12-1976 | Since I met you baby in de Nationale Hitparade van 6-11-1976 t/m 18-12-1976 | Since I met you baby in de Nationale Hitparade van 6-11-1976 t/m 18-12-1976 | Since I met you baby in de Nationale Hitparade van 6-11-1976 t/m 18-12-1976 | Since I met you baby in de Nationale Hitparade van 6-11-1976 t/m 18-12-1976 | Since I met you baby in de Nationale Hitparade van 6-11-1976 t/m 18-12-1976 | Since I met you baby in de Nationale Hitparade van 6-11-1976 t/m 18-12-1976 |
| Week                                                                        | 1                                                                           | 2                                                                           | 3                                                                           | 4                                                                           | 5                                                                           | 6                                                                           | 7                                                                           |                                                                             |
| --------------------------------------------------------------------------- | --------------------------------------------------------------------------- | --------------------------------------------------------------------------- | --------------------------------------------------------------------------- | --------------------------------------------------------------------------- | --------------------------------------------------------------------------- | --------------------------------------------------------------------------- | --------------------------------------------------------------------------- | --------------------------------------------------------------------------- |
| Positie                                                                     | 30                                                                          | 24                                                                          | 17                                                                          | 15                                                                          | 15                                                                          | 15                                                                          | 24                                                                          | uit                                                                         |

| Since I met you baby in de Vlaamse Ultratop 30 van 4-12-1976 t/m 22-1-1977 | Since I met you baby in de Vlaamse Ultratop 30 van 4-12-1976 t/m 22-1-1977 | Since I met you baby in de Vlaamse Ultratop 30 van 4-12-1976 t/m 22-1-1977 | Since I met you baby in de Vlaamse Ultratop 30 van 4-12-1976 t/m 22-1-1977 | Since I met you baby in de Vlaamse Ultratop 30 van 4-12-1976 t/m 22-1-1977 | Since I met you baby in de Vlaamse Ultratop 30 van 4-12-1976 t/m 22-1-1977 | Since I met you baby in de Vlaamse Ultratop 30 van 4-12-1976 t/m 22-1-1977 | Since I met you baby in de Vlaamse Ultratop 30 van 4-12-1976 t/m 22-1-1977 | Since I met you baby in de Vlaamse Ultratop 30 van 4-12-1976 t/m 22-1-1977 | Since I met you baby in de Vlaamse Ultratop 30 van 4-12-1976 t/m 22-1-1977 |
| Week                                                                       | 1                                                                          | 2                                                                          | 3                                                                          | 4                                                                          | 5                                                                          | 6                                                                          | 7                                                                          | 8                                                                          |                                                                            |
| -------------------------------------------------------------------------- | -------------------------------------------------------------------------- | -------------------------------------------------------------------------- | -------------------------------------------------------------------------- | -------------------------------------------------------------------------- | -------------------------------------------------------------------------- | -------------------------------------------------------------------------- | -------------------------------------------------------------------------- | -------------------------------------------------------------------------- | -------------------------------------------------------------------------- |
| Positie                                                                    | 24                                                                         | 18                                                                         | 13                                                                         | 12                                                                         | 15                                                                         | 18                                                                         | 18                                                                         | 19                                                                         | uit                                                                        |

| Since I met you baby in de Vlaamse BRT Top 30 van 4-12-1976 t/m 12-2-1977 | Since I met you baby in de Vlaamse BRT Top 30 van 4-12-1976 t/m 12-2-1977 | Since I met you baby in de Vlaamse BRT Top 30 van 4-12-1976 t/m 12-2-1977 | Since I met you baby in de Vlaamse BRT Top 30 van 4-12-1976 t/m 12-2-1977 | Since I met you baby in de Vlaamse BRT Top 30 van 4-12-1976 t/m 12-2-1977 | Since I met you baby in de Vlaamse BRT Top 30 van 4-12-1976 t/m 12-2-1977 | Since I met you baby in de Vlaamse BRT Top 30 van 4-12-1976 t/m 12-2-1977 | Since I met you baby in de Vlaamse BRT Top 30 van 4-12-1976 t/m 12-2-1977 | Since I met you baby in de Vlaamse BRT Top 30 van 4-12-1976 t/m 12-2-1977 | Since I met you baby in de Vlaamse BRT Top 30 van 4-12-1976 t/m 12-2-1977 | Since I met you baby in de Vlaamse BRT Top 30 van 4-12-1976 t/m 12-2-1977 | Since I met you baby in de Vlaamse BRT Top 30 van 4-12-1976 t/m 12-2-1977 | Since I met you baby in de Vlaamse BRT Top 30 van 4-12-1976 t/m 12-2-1977 |
| Week                                                                      | 1                                                                         | 2                                                                         | 3                                                                         | 4                                                                         | 5                                                                         | 6                                                                         | 7                                                                         | 8                                                                         | 9                                                                         |                                                                           | 10                                                                        |                                                                           |
| ------------------------------------------------------------------------- | ------------------------------------------------------------------------- | ------------------------------------------------------------------------- | ------------------------------------------------------------------------- | ------------------------------------------------------------------------- | ------------------------------------------------------------------------- | ------------------------------------------------------------------------- | ------------------------------------------------------------------------- | ------------------------------------------------------------------------- | ------------------------------------------------------------------------- | ------------------------------------------------------------------------- | ------------------------------------------------------------------------- | ------------------------------------------------------------------------- |
| Positie:                                                                  | 24                                                                        | 14                                                                        | 9                                                                         | 8                                                                         | 14                                                                        | 16                                                                        | 16                                                                        | 26                                                                        | 23                                                                        | uit                                                                       | 28                                                                        | uit                                                                       |

### Andere singles
Er waren meer artiesten die het lied op een single uitbrachten. Geen hitnotering was er voor de singles van bijvoorbeeld Molly Bee (1956), Luke Warm (1969), Johnny Watson (1976), Dean Martin (1983), Papa Dick & Star Man (1987), Michigan (1987) en  Joyce Bond (1989). De versies uit 1987 zijn in de stijl reggae/dancehall. De volgende singles kwam wel in hitlijsten te staan:
| Artiest                | jaar | land/hitlijst      | notering | weken |
| ---------------------- | ---- | ------------------ | -------- | ----- |
| Ivory Joe Hunter       | 1956 | VS (Hot 100)       | 12       | 22    |
| Mindy Carson           | 1956 | VS (Hot 100)       | 34       | 12    |
| Bobby Vee              | 1960 | VS (Hot 100)       | 81       | 1     |
| Ace Cannon             | 1963 | VS (Hot 100)       | 130      | 1     |
| Sonny James            | 1969 | VS (Hot 100)       | 65       | 7     |
| Sonny James            | 1969 | VS (Hot Country)   | 1        | ?     |
| Freddy Fender          | 1975 | VS (Hot 100)       | 45       | 8     |
| Freddy Fender          | 1975 | VS (Hot Country)   | 10       | ?     |
| B.B. King & Gary Moore | 1992 | VK (Singles Chart) | 59       | 3     |

## Andere covers
Enkele covers van het nummer verschenen bijvoorbeeld op de B-kant van singles, zoals van Gary Miller (Garden of Eden, 1957) en Paul Evans (Midnite Special, 1960). Daarnaast verschenen versies op ep's en muziekalbums. Voorbeelden hiervan zijn van Tommy Sands (Sands storm!, 1958), Johnny O'Keefe & The Dee Jays (6 o'clock rock vol. 3, 1960), Sam Cooke (My kind of blues, 1961), Bruce Channel (Hey! baby - And 11 other songs about your baby, 1962), Wanda Jackson (Love me forever, 1963), José Feliciano (The voice and guitar of José Feliciano, 1965), The Spencer Davis Group (The second album, 1966), Solomon Burke (I wish I knew, 1968), Jerry Lee Lewis (She even woke me up to say goodbye, 1970), Bill Anderson & Jan Howard (If it's all the same to you, 1970), Dean Martin (The Nashville sessions, 1983), Lou Rawls (Portrait of the blues, 1993), Dick Curless (Traveling through, 1995), The Asylum Street Spankers (Live, 1997), Willie Kent (Everybody needs somebody, 1998), Two Tons of Steel (King of a one horse town, 2000), UB40 met Lady Saw (Cover up, 2001), The Willy DeVille Acoustic Trio (In Berlin, 2003), Kenny Neal (Let life flow, 2008), James Cotton (Giant, 2010), Black Joe Lewis & the Honeybears (Scandalous, 2011) en Neil Young (A letter home, 2014).